# Sonequa Martin-Green
Sonequa Martin-Green est une actrice américaine née le 21 mars 1985 à Russellville en Alabama.
Elle se fait connaître en participant aux séries télévisées The Good Wife et Once Upon A Time et elle accède à une notoriété publique importante avec son interprétation de Sasha Williams dans la série télévisée The Walking Dead.
Elle tient ensuite le rôle principal du lieutenant Michael Burnham dans la série Star Trek: Discovery, qui lui vaut deux Saturn Award de la meilleure actrice de télévision.

## Biographie

### Enfance et formation
Elle a une sœur et trois demi-sœurs. Enfant, elle se destine à une carrière de psychologue avant de changer radicalement de registre, dès l'âge de 10 ans, lorsqu'elle se découvre une passion pour la comédie. Elle reçoit son diplôme de théâtre et de danse de l'université de l'Alabama, en 2007,.
Désireuse de mettre toutes ses chances de son côté, elle déménage à New York, avec son mari, Kenric Green. Ils y vivent pendant cinq ans avant de déménager en Californie.

### Débuts de carrière

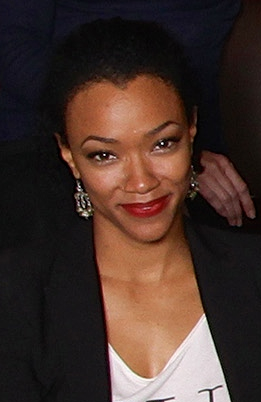
Sonequa Martin-Green, en novembre 2013, pour le Walker Stalker Con.

Bien qu'elle soit principalement connue pour ses divers rôles à la télévision, Sonequa Martin-Green commence sa carrière dans le milieu du divertissement dans le cinéma indépendant.
En 2005, elle fait partie de la comédie Not Quite Right directement sortie en vidéo. Deux ans plus tard, elle s'essaie au court métrage pour le réalisateur et acteur David Kilgo et sa comédie I-Can-D.
En 2008, elle fait ses débuts à la télévision en apparaissant dans un épisode de la série policière New York, section criminelle et la même année elle joue dans le thriller indépendant Bling Thoughts.
En 2009, grâce à son expérience sur les planches, elle est choisie pour jouer l'une des têtes d'affiches du petit film indépendant Toe to Toe avec Louisa Krause. Ce drame est bien accueilli par la critique et reçoit une nomination au titre de Meilleur Film Indépendant lors de la cérémonie des Black Reel Awards 2011 ainsi qu'une nomination lors du Festival du film de Sundance 2009. Elle fait également partie du casting du film dramatique Rivers Wash Over Me, élu Meilleur film lors du Chicago Gay and Lesbian International Film Festival de 2009.
Cette même année, Sonequa obtient deux rôles dans des séries télévisées populaires. En effet, elle participe à trois épisodes de la série télévisée American Wives, qui suit le quotidien d'épouses de militaires avant de rejoindre la distribution récurrente du show dramatique The Good Wife, popularisé par son actrice principale Julianna Margulies.
En 2011, elle quitte les plateaux de la série judiciaire et apparaît dans un épisode de la série pour adolescents Gossip Girl. On la retrouve au casting du drame indépendant Yelling to the Sky avec Zoë Kravitz et Gabourey Sidibe. Une fois de plus, cette incursion sur grand écran est apprécie par la profession et l'œuvre se retrouve nommée à de nombreux festivals. Cette année-là, elle fait confiance au réalisateur Spike Lee pour le pilote d'une série centrée sur Mike Tyson, Da Brick mais finalement le réseau HBO abandonne le projet.

### The Walking Deadet révélation

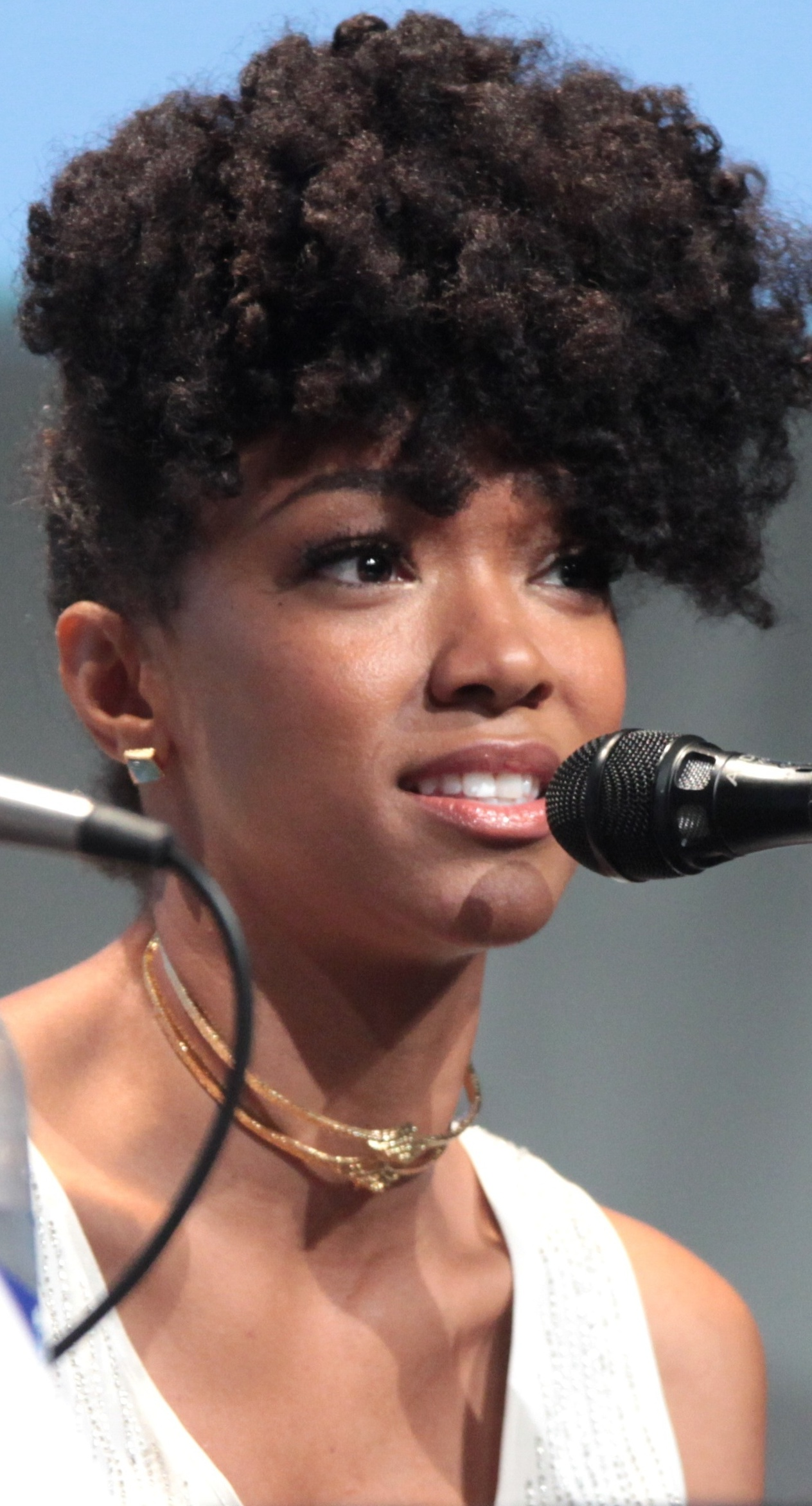
Sonequa Martin-Green, lors du Comic-Con de San Diego, en 2015, pour la série télévisée The Walking Dead.

En 2012, elle rejoint Adam Goldberg et Leelee Sobieski dans cinq épisodes de la série policière NYC 22 avant de rejoindre le casting de la série d'horreur dramatique The Walking Dead, pour y jouer le rôle de Sasha Williams, la sœur de Tyreese (incarné par Chad Coleman) à partir de la saison 3.
Initialement prévue comme un personnage récurrent, son contrat est renouvelé pour les prochaines saisons et elle est promue afin de rejoindre la distribution principale. À l'origine, l'actrice auditionne pour le rôle de Michonne, finalement obtenu par Danai Gurira, le showrunner Glenn Mazzara décide donc de lui créer spécifiquement le personnage de Sasha.
En 2013, elle rejoint un autre show à succès, la série fantastique Once Upon a Time, pour un arc narratif de plusieurs épisodes. Cette même année, elle participe au film de science-fiction Shockwave Darkside. En 2014, elle retrouve la réalisatrice Emily Abt pour le court métrage On the Bridge.
En 2016, elle joue les guest star pour la série télévisée New Girl.

### Star Trek: Discoveryet passage au premier plan
Elle quitte finalement la série qui l'a révélée au grand public, The Walking Dead, en 2017, après quatre saisons en tant que personnage principal et près de 70 épisodes pour se consacrer à ses autres projets.

Début 2017, l'actrice signe pour interpréter le personnage principal de la nouvelle série Star Trek: Discovery, elle y joue le Lieutenant Commandant à bord du vaisseau Discovery. La position hiérarchique du personnage incarné par Sonequa est identique à celle de Spock dans la série originelle de 1966, mais l'action se déroule une décennie avant celle-ci. La série est diffusée, en France, sur la plateforme Netflix. Michelle Yeoh, Doug Jones et Anthony Rapp complètent le casting. 

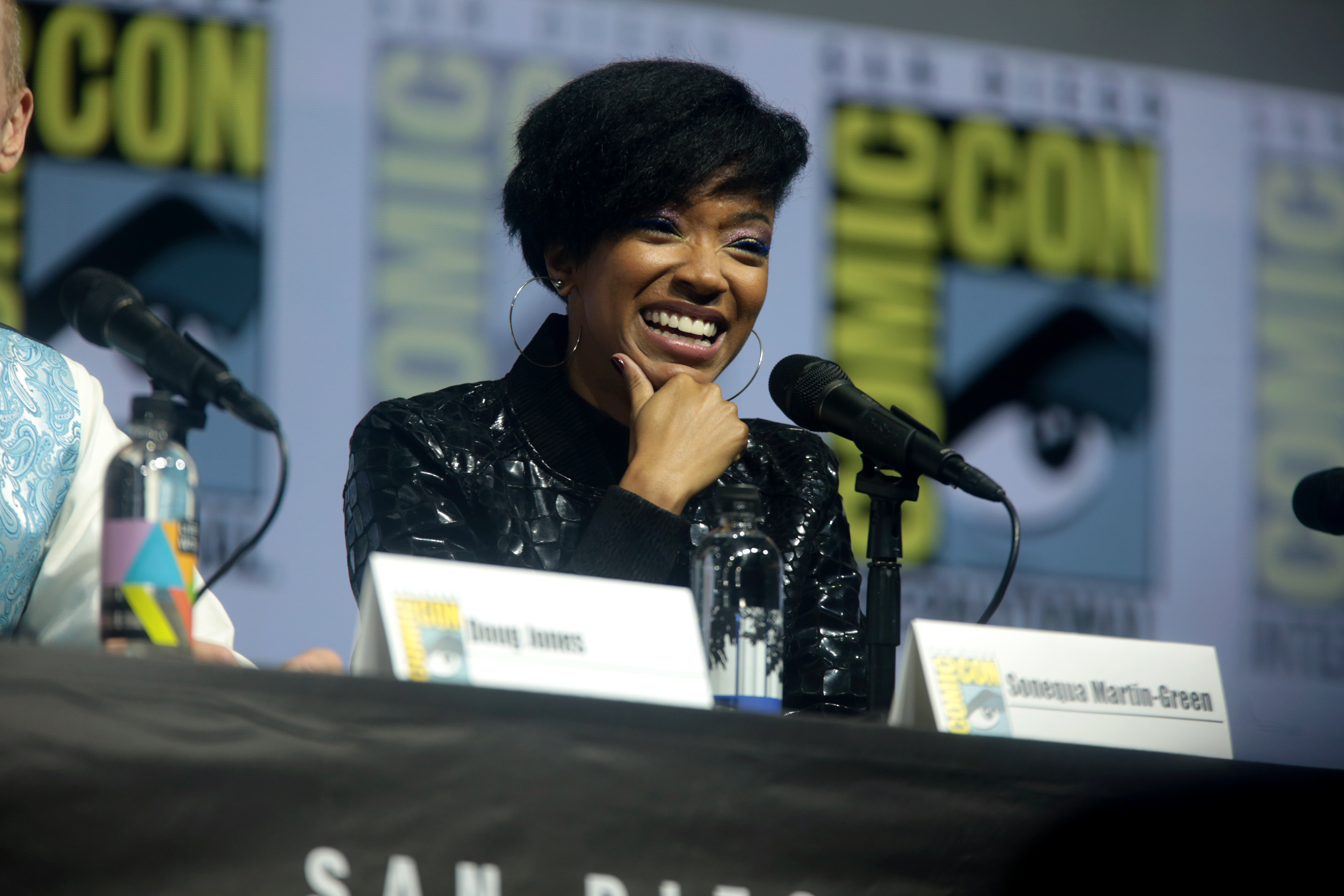
Et lors de l'édition 2018, pour la promotion de Star Trek: Discovery.

En 2018, ce rôle lui offre sa première récompense lors d'une cérémonie de remise de prix avec le Saturn Award de la meilleure actrice de télévision. En fin d'année, elle rejoint la distribution du film indépendant The Outside Story avec Asia Kate Dillon qui sort en 2020. Avant cela, elle remporte son second trophée de la meilleure actrice lors de la 45e cérémonie des Saturn Awards, cette fois-ci dans la catégorie meilleure actrice dans une série télévisée diffusée en streaming. Et elle est à l'affiche du film familial de Noël, Holiday Rush avec Romany Malco.
Puis, elle participe à la suite de Space Jam réalisée par Malcolm D. Lee, Space Jam 2, afin d'incarner la femme de LeBron James, qui succède à Michael Jordan dans le premier rôle.

### Vie privée
Depuis 2009, l'actrice est mariée à l'acteur et réalisateur Kenric Green. Ils se sont rencontrés alors qu'ils jouaient ensemble dans une pièce de théâtre à Princeton, New Jersey.
Elle a accouché le 10 janvier 2015 de son premier enfant, un garçon prénommé Kenric Justin Green II, après avoir été enceinte pendant le tournage de la cinquième saison de The Walking Dead. Elle a accouché le 19 juillet 2020, de son deuxième enfant, une fille prénommée Saraiyah Chaunté Green.

## Filmographie

### Cinéma

#### Courts métrages
- 2007 : I-Can-D de David Kilgo : VJ
- 2014 : On the Bridge de Emily Abt : Laura (également scénariste et productrice)

#### Longs métrages
- 2005 : Not Quite Right de Wayne Rau : Coco Delight (vidéofilm)
- 2008 : Blind Thoughts de Harris Masood : Jenna Lopez
- 2009 : Toe to Toe de Emily Abt : Tosha
- 2009 : Rivers Wash Over Me de John G. Young : Shawna King
- 2011 : Yelling to the Sky de Victoria Mahoney : Jojo Parker
- 2013 : Shockwave Darkside de Jay Weisman : Private Lang
- 2019 : Holiday Rush de Leslie Small : Roxy Richardson
- 2020 : The Outside Story de Casimir Nozkowski : Isha
- 2021 : Space Jam : Nouvelle Ère de Malcolm D. Lee : Savannah, la femme de LeBron James

### Télévision

#### Séries télévisées
- 2008 : New York, section criminelle : Kiana Richmond, (saison 7 épisode 19)
- 2009 : American Wives : Kanessa Jones (saison 3, épisodes 13,14,16)
- 2009-2011 : The Good Wife : Courtney Wells (saison 1, épisodes 5,9,16,17,21 et saison 2, épisodes 4,5,23)
- 2011 : Gossip Girl : Joanna (saison 5, épisode 3)
- 2011 : Da Brick de Spike Lee : Rachel (pilote non retenu par HBO)
- 2012 : NYC 22 : Michelle Terry (saison 1, épisodes 1,2,3,6,11)
- 2013 : Once Upon a Time : Tamara (saison 2, épisodes 15,18,19,20,21,22 et saison 3 épisode 1)
- 2016 : New Girl : Rhonda  (saison 5 épisode 15 et saison 6 épisode 17)
- 2012-2018 : The Walking Dead : Sasha Williams (saison 3 rôle récurrent / principal saisons 4 à  7 et 9 - 70 épisodes)
- 2017 : Penn Zero : Héros à mi-temps : Pirate Maria (voix, 3 épisodes)
- 2017-2024 : Star Trek: Discovery : Michael Burnham

## Distinctions

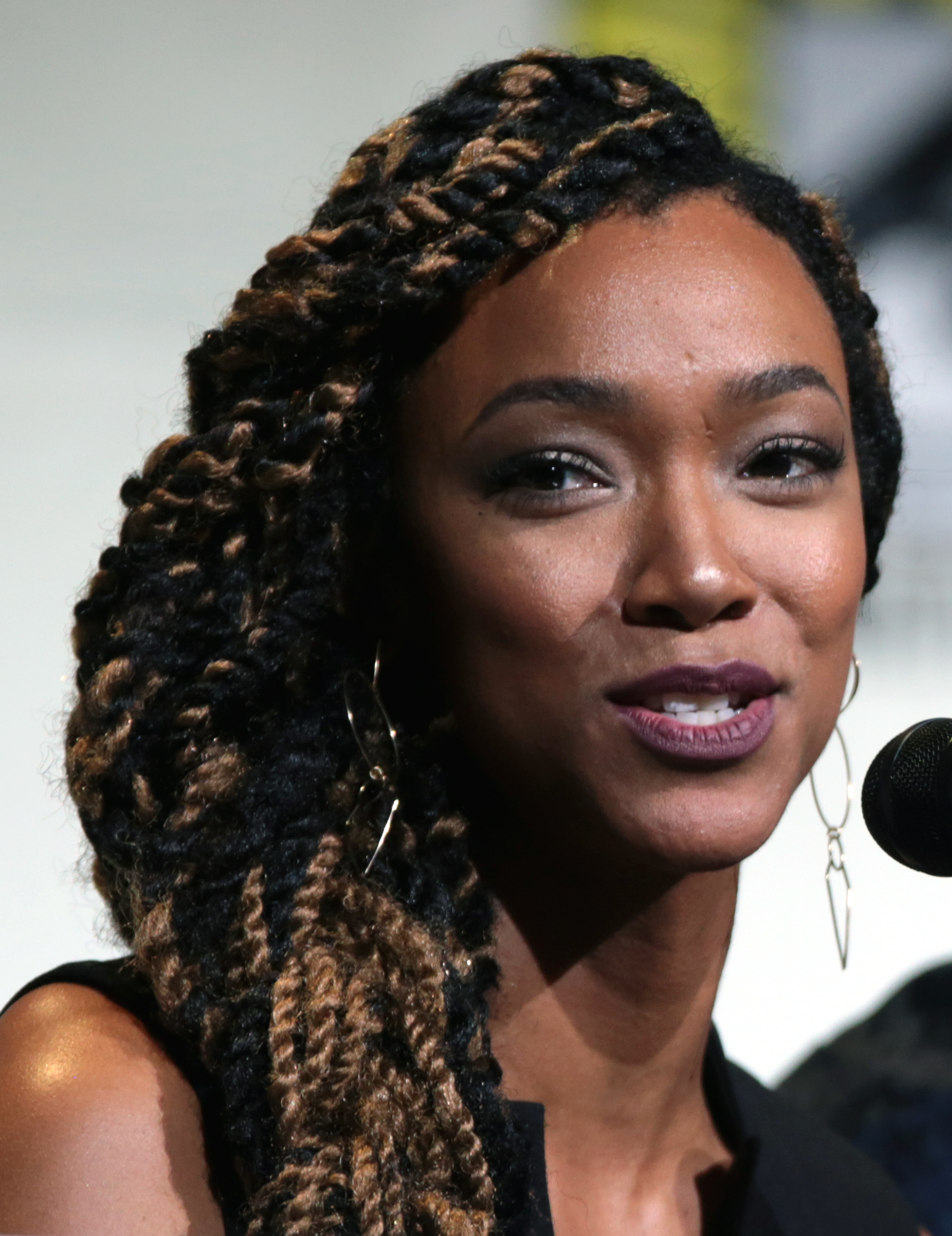
Au Comic-Con de San Diego, en 2016.

Sauf indication contraire ou complémentaire, les informations mentionnées dans cette section proviennent de la base de données IMDb.

### Récompenses
- Saturn Awards 2018 : Meilleure actrice de télévision dans une série télévisée de science-fiction pour Star Trek: Discovery
- Saturn Awards 2019 : Meilleure actrice de télévision dans une série télévisée de science-fiction pour Star Trek: Discovery
- CinEuphoria Awards (es) 2020 : Lauréate du Prix d'Honneur de la meilleure distribution dans une série télévisée dramatique pour The Walking Dead
- Women's Image Network Awards 2021 : meilleure actrice  dans une série télévisée de science-fiction pour Star Trek: Discovery

### Nominations
- Critics' Choice Super Awards 2021 : meilleure actrice  dans une série télévisée de science-fiction pour Star Trek: Discovery
- Saturn Awards 2021 : Meilleure actrice de télévision dans une série télévisée de science-fiction pour Star Trek: Discovery
- Critics' Choice Super Awards 2022 : meilleure actrice  dans une série télévisée de science-fiction pour Star Trek: Discovery